# 鶴巣村
鶴巣村（つるすむら）は、昭和30年（1955年）まで宮城県黒川郡の南西部にあった村。現在の大和町鶴巣下草・鶴巣太田・鶴巣大平・鶴巣小鶴沢・鶴巣北目大崎・鶴巣鳥屋・鶴巣幕柳・鶴巣山田にあたる。

## 沿革
- 明治22年（1889年）4月1日 - 町村制施行にともない、下草村・太田村・大平村・小鶴沢村・北目大崎村・鳥屋村・幕柳村・山田村の計8か村が合併して鶴巣村が発足。村名は下草村にあった黒川氏の居城・鶴巣館（鶴楯城）より命名。
- 昭和30年（1955年）4月20日 - 吉岡町・落合村・宮床村・吉田村と合併し、大和町となる。

## 行政

### 歴代村長
| 代 | 氏名         | 就任                       | 退任                       | 備考 |
| -- | ------------ | -------------------------- | -------------------------- | ---- |
| 1  | 千坂雄五郎   | 明治22年（1889年）4月      | 明治23年（1890年）9月25日  |      |
| 2  | 石川寿得治   | 明治23年（1890年）9月26日  | 明治38年（1905年）10月27日 |      |
| 3  | 平渡高良     | 明治38年（1905年）12月1日  | 明治38年（1905年）12月7日  |      |
| 4  | 鶴田直次     | 明治39年（1906年）1月15日  | 明治39年（1906年）10月10日 |      |
| 5  | 千坂雄五郎   | 明治39年（1906年）10月15日 | 明治43年（1910年）10月10日 | 再任 |
| 6  | 平渡高良     | 明治43年（1910年）10月26日 | 大正2年（1913年）2月24日   | 再任 |
| 7  | 石川寿得治   | 大正2年（1913年）4月3日    | 大正10年（1921年）3月30日  | 再任 |
| 8  | 小沢秀永     | 大正10年（1921年）4月14日  | 昭和4年（1929年）4月10日   |      |
| 9  | 郷古善四郎   | 昭和4年（1929年）4月16日   | 昭和7年（1932年）12月3日   |      |
| 10 | 高橋久左衛門 | 昭和7年（1932年）12月7日   | 昭和11年（1936年）12月6日  |      |
| 11 | 鶴田癸巳     | 昭和11年（1936年）12月7日  | 昭和21年（1946年）11月25日 |      |
| 12 | 高橋多利治   | 昭和21年（1946年）12月10日 | 昭和22年（1947年）4月5日   |      |
| 13 | 佐藤彦太郎   | 昭和22年（1947年）4月6日   | 昭和30年（1955年）4月19日  |      |